# Schwefeltrioxid-Triethylamin
Schwefeltrioxid-Triethylamin ist ein Elektronen-Donor-Akzeptor-Komplex des Schwefeltrioxids mit Triethylamin.

## Herstellung
Schwefeltrioxid-Triethylamin kann durch direkte Reaktion von Schwefeltrioxid mit Triethylamin hergestellt werden, entweder in der Gasphase oder in einem Lösungsmittel wie Tetrachlormethan. Eine Alternative ist die Umsetzung von Triethylamin mit Chlorsulfonsäure in Chlorbenzol.

## Eigenschaften
Schwefeltrioxid-Triethylamin ist löslich in Aceton und in 1,2-Dichlorethan.

## Reaktionen
Schwefeltrioxid-Komplexe sind in der Handhabung einfacher als freies Schwefeltrioxid und sind deutlich mildere Reagenzien. Die Reaktivität hängt von der komplexierenden Komponente ab, je basischer diese ist, desto stabiler und desto weniger reaktiv ist im Allgemeinen der Komplex. Die Reaktivität von Schwefeltrioxid-Triethylamin ist also eher gering, allerdings nennenswert höher als die von Schwefeltrioxid-Trimethylamin, obwohl Trimethylamin und Triethylamin eine ähnliche Basizität aufweisen. Trotzdem ist auch der Triethylamin-Komplex für Reaktionen in Wasser geeignet. Schwefeltrioxid-Triethylamin ist ebenso wie Schwefeltrioxid-Trimethylamin gut für die Sulfatierung aliphatischer Alkohole geeignet, inklusive Sterole und Kohlenhydrate. Der Komplex wurde auch dazu verwendet, sulfatierte Derivate von Quercetin herzustellen.